# Богзешты
Богзешты (рум. Bogzeşti, Богзешть) — село в Теленештском районе Молдавии. Относится к сёлам, не образующим коммуну.

## География
Село расположено на высоте 133 метров над уровнем моря.

## Население
По данным переписи населения 2004 года, в селе Богзешть проживает 671 человек (325 мужчин, 346 женщин).
Этнический состав села:
| Национальность | Число жителей | Процентный состав |
| -------------- | ------------- | ----------------- |
| молдаване      | 659           | 98.21             |
| румыны         | 10            | 1.49              |
| русские        | 1             | 0.15              |
| гагаузы        | 1             | 0.15              |
| Всего          | 671           | 100 %             |